# Odruch serca
Odruch serca (ang. The Normal Heart) – amerykański dramat z 2014 roku w reżyserii Ryana Murphy’ego, powstały na podstawie adaptacji autobiograficznej sztuki Larry'ego Kramera pt. "Normalne serce". Wyprodukowany przez HBO Films i Plan B Entertainment.
Premiera filmu miała miejsce 25 maja 2014 roku w Stanach Zjednoczonych. W Polsce premiera filmu odbyła się 22 czerwca 2014 roku na antenie HBO.

## Opis fabuły
Akcja filmu rozgrywa się w Nowym Jorku w latach 80. Informacje o tajemniczym wirusie dziesiątkującym społeczność LGBT+ są coraz częstsze. Pisarz Ned Weeks (Mark Ruffalo) chce zwiększyć świadomość na temat HIV, a także zmienić sposób postrzegania osób zarażonych wirusem. Jego aktywistyczne działania wzbudzają kontrowersje.

## Obsada
Źródło: Filmweb
- Jim Parsons jako Tommy Boatwright
- Julia Roberts jako Emma Brookner
- Matthew Bomer jako Felix Turner
- Alfred Molina jako Ben Weeks
- Mark Ruffalo jako Ned Weeks
- Taylor Kitsch jako Bruce Niles
- Joe Mantello jako Mickey Marcus
- Jonathan Groff jako Craig

i inni.